# Ambrose Agius
Ambrose Agius OSB (ur. 17 września 1856 w Aleksandrii, zm. 12 grudnia 1911 w Manili) – maltański duchowny rzymskokatolicki, benedyktyn, arcybiskup, dyplomata papieski.

## Biografia
Urodził się w Aleksandrii w Egipcie w rodzinie Maltańczyków. Ochrzczony został jako Tancredi Alfred. Wstąpił do benedyktynów w Ramsgate w Anglii i przyjął imię zakonne Ambrose. W maju 1881 został wysłany wraz z grupą benedyktynów na Maltę, w celu założenia pierwszego klasztoru tego zakonu na tej wyspie. 16 października 1881 w Subiaco otrzymał święcenia prezbiteriatu i został kapłanem Zakonu Świętego Benedykta.
W 1884, gdy maltański klasztor został zamknięty z powodów politycznych, o. Agius powrócił do Ramsgate. W 1895 przeniósł się do Rzymu, gdzie został sekretarzem prokuratora generalnego Kongregacji z Subiaco. W 1900 kapituła generalna wybrała go koadiutorem prokuratora generalnego.
3 września 1904 papież Pius X mianował go arcybiskupem tytularnym palmyreńskim, a dwa dni później delegatem apostolskim na Filipinach. 18 września 1904 przyjął sakrę biskupią z rąk sekretarza stanu kard. Rafaela Merry del Vala. Współkonsekratorami byli arcybiskup nowoorleański Placide Louis Chapelle oraz kapelan anglojęzycznych żuawów papieskich abp Edmund Stonor. Abp Agius odmówił przeprowadzania z okazji swojej sakry wielkiej ceremonii, przekazując przeznaczony na nią budżet biednym.
Na filipińskiej misji doprowadził do mianowania na godność biskupa ks. Jorge Barlina Imperiala - pierwszego Filipińczyka, który został biskupem. Później osobiście udzielił mu sakry.
W listopadzie 1911 został mianowany delegatem apostolskim w Stanach Zjednoczonych. Jednak zanim wyjechał z Manili zmarł 12 grudnia 1911. Został pochowany w manilskiej katedrze.